# Highbury (Auckland)
Pour les articles homonymes, voir Highbury.
Highbury est une banlieue de la cité d’Auckland, située dans l'Île du Nord de la Nouvelle-Zélande.

## Situation
Elle est localisée dans le secteur de North Shore et est sous la gouvernance locale du Conseil d'Auckland. 